# Zhenxing
Zhenxing (chinesisch 振兴区, Pinyin Zhènxīng Qū) ist ein Stadtbezirk der bezirksfreien Stadt Dandong in der nordostchinesischen Provinz Liaoning. Er hat eine Fläche von 252,6 km² und zählt 423.538 Einwohner (Stand: Zensus 2020).

## Administrative Gliederung
Auf Gemeindeebene setzt sich der Stadtbezirk aus sechs Straßenvierteln und zwei Großgemeinden zusammen. Diese sind:
- Straßenviertel Toudaoqiao 头道桥街道
- Straßenviertel Zhanqian 站前街道
- Straßenviertel Linjiang 临江街道
- Straßenviertel Liudaogou 六道沟街道
- Straßenviertel Maokuishan 帽盔山街道
- Straßenviertel Xianwei 纤维街道

- Großgemeinde Langtou 浪头镇
- Großgemeinde Anmin 安民镇